# Ilie-Constantin Ciotoiu
Ilie-Constantin Ciotoiu, né le 11 juillet 1995, est un haltérophile roumain.

## Palmarès

### Championnats d'Europe d'haltérophilie
- 2018 à Bucarest
  -  Médaille de bronze en moins de 56 kg
- 2017 à Split
  -  Médaille de bronze en moins de 56 kg
- 2016 à Førde
  -  Médaille de bronze en moins de 56 kg